# Konrad Eubel

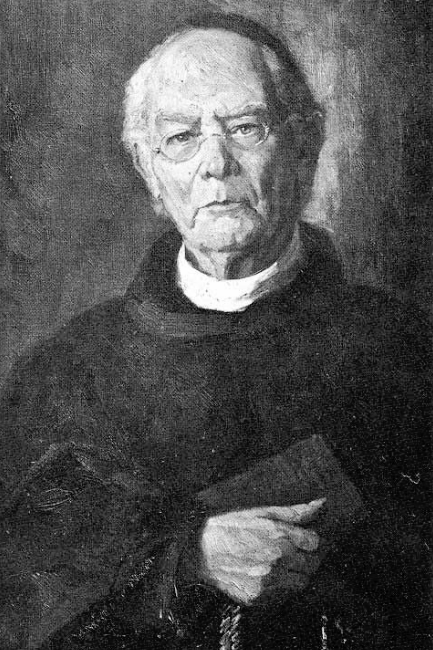
Konrad Eubel im Jahr 1917, das Bild wurde 1945 zerstört

Konrad Eubel, OFMConv, auch Conrad Eubel (* 19. Januar 1842 in Sinning bei Neuburg/Donau; † 5. Februar 1923 in Würzburg) war ein deutscher Historiker. Sein Geburtsname war Sebastian. Eubel wurde vor allem durch sein Nachschlagewerk Hierarchia Catholica Medii Aevi über die Päpste, Kardinäle und Bischöfe des Mittelalters bekannt. Das Werk umfasst drei Bände und erschien zwischen 1913 und 1923.

## Leben
Sebastian Eubel hatte einen Zwillingsbruder mit Namen Johannes. Sein Gymnasialstudium machte er in Dillingen. Währenddessen fasste er den Entschluss, in einen Orden einzutreten. Er schrieb im Oktober 1861 an die Franziskaner-Minoriten in Würzburg, im Volksmund auch „schwarze Franziskaner“ genannt, vor, wurde jedoch als Anwärter abgelehnt. Er stellte sich darauf persönlich vor und wurde dann doch angenommen. Am 30. Juli 1864 kleidete Provinzial Franz Ehrenburg Konrad Eubel ein und gab ihm seinen Taufnamen Konrad als Ordensnamen. Am 1. August 1865 legte Eubel die ewige Profess ab und absolvierte danach ein Studium an der Universität Würzburg. Am 18. März 1868 empfing er vom Würzburger Bischof Georg Anton von Stahl die Priesterweihe. Eubel brauchte dafür eine Dispens des Heiligen Stuhls, denn seine Profess lag noch keine drei Jahre zurück.
Der neu geweihte Ordenspriester wurde in das Minoritenkloster nach Linz am Rhein beordert. 1871 wurde ihm die Wallfahrtsseelsorge im pfälzischen Oggersheim bei Ludwigshafen übertragen. 1875 holte ihn der Orden nach Würzburg zurück. 1880 beteiligte sich Eubel mit großem Einsatz an der Renovierung der Franziskanerkirche Würzburg. Aus diesem Anlass schrieb er 1882 eine Festschrift mit 52 Seiten zur 700-Jahr-Feier der Geburt des Heiligen Franziskus. Pater Eubel verlegte sich jetzt mehr auf das Schreiben. 1886 erschien von ihm das erste bedeutende Werk: Die oberdeutsche (Straßburger) Minoritenprovinz. Dieses Werk mit 408 Seiten wurde außerordentlich hoch geschätzt. Die Theologische Fakultät der Universität in Würzburg ernannte ihn deshalb im Kiliansjahr 1889 zum Ehrendoktor der Theologie. Von 1886 bis 1902 zeichnete der Franziskaner für die Herausgabe des Kalendariums für den katholischen Klerus verantwortlich.
Der Ruf von Pater Konrad war längst bis nach Rom vorgedrungen. Sein Generalminister Bonaventura Maria Soldatić de Cherso berief den 46-Jährigen im November 1887 als apostolischen Pönitentiar nach Rom an die Peterskirche. 20 Jahre verblieb er auf diesem Posten. Seine Freizeit verwendete er zum Studium sowie zur Forschung auf dem Gebiet der Ordensgeschichte und im Vatikanischen Geheimarchiv. Dem voraus ging ein Spezialexamen, die Prüfung bestand er 1888.
Zehn Jahre arbeitete Konrad Eubel im Vatikanischen Geheimarchiv an dem Werk Hierarchia Catholica, einer kritischen Veröffentlichung aller Päpste, Kardinäle und Bischöfe seit dem 12. Jahrhundert, belegt durch Urkunden im vatikanischen Archiv. Mit diesem Werk ging Eubel in die Wissenschaftsgeschichte ein. Dieses Nachschlagewerk wurde umgangssprachlich nach seinem Verfasser „Eubel“ genannt. Konrad Eubel bekam für dieses Werk die akademische Auszeichnung Magister der Theologie. 1901 folgte ein zweiter Band und 1910 ein dritter. Sein Werk Geschichte der Kölnischen Minoritenprovinz war der Anlass, Pater Eubel zum Ehrenmitglied der Gesellschaft für Rheinische Geschichtskunde zu ernennen.
Konrad Eubel genoss in Rom großes Ansehen. Er war zugleich auch Beichtvater an St. Peter. Papst Leo XIII. rief ihn am 20. Juli 1903 an sein Sterbebett. Von seinen Jahren gezeichnet, kehrte Konrad Eubel 1906 in seine Heimatprovinz Würzburg zurück und verbrachte dort seinen Lebensabend. Trotz seiner vielen Arbeit besuchte er des Öfteren seinen Heimatort Sinning und zelebrierte hier wie in Leidling die heilige Messe.
Pater Konrad Eubel starb 1923 und wurde in der Würzburger Ordensgruft beigesetzt.

## Schriften (Auswahl)
- Die in der Franziskaner-Minoritenkirche zu Würzburg Bestatteten. In: Archiv des Historischen Vereins von Unterfranken und Aschaffenburg. Band 27, 1884, S. 31–73.
- Geschichte der Kölnischen Minoriten-Ordensprovinz. (= Veröffentlichungen des Historischen Vereins für den Niederrhein I.) J. & W. Boisserée's Buchhandlung, Köln 1906.